# Kaminske, Cernivți
Kaminske (în ucraineană Камінське) este un sat în comuna Hontivka din raionul Cernivți, regiunea Vinnița, Ucraina.

## Demografie
Componența lingvistică a localității Kaminske
     Ucraineană (100%)
Conform recensământului din 2001, toată populația localității Kaminske era vorbitoare de ucraineană (100%).